# Syzygium ludovicii
Syzygium ludovicii är en myrtenväxtart som beskrevs av Neil Snow. Syzygium ludovicii ingår i släktet Syzygium och familjen myrtenväxter. Inga underarter finns listade i Catalogue of Life.